# 罗科索夫斯基林荫路站 (索科利尼基线)
罗科索夫斯基林荫路站（羅馬化：Bulvar Rokossovskogo）是莫斯科地铁索科利尼基线的终点站。车站位于莫斯科东行政区圣母区，車站名是為紀念陆军元帅康斯坦丁·罗科索夫斯基。2014年7月前稱「波德别利斯基街站」。

## 车站结构
罗科索夫斯基林荫路站站厅为分离站厅结构：南站厅位于开放公路（Откры́тое шоссе́），3个出入口皆通往开放公路、第七波德别利斯基路（Шесьтой проезд Подбельского）和秋明路（Тюменский проезд）；而北站厅位于伊万捷耶夫卡（Ивантеевская улица）街与第七波德别利斯基路交界处，2个出入口皆通往上述2条马路。
站台为双柱三跨岛式站台，以连续墙和混凝土预制件建成，离地面8米。站台两端都有通往站厅的楼梯。站台内有两排各26根混凝土承重柱，高度为6米，柱面贴有白色大理石板。两条行车线的墙面上部以直纹金属板作装饰，而站台高度以下位置则采用黑色花岗岩。地板主要为灰色花岗岩石板，并以红黑两色石板色条划分中央过道和两边的候车站台。某些报道称车站内还有纪念布尔什维克早期领袖之一、也是波德别利斯基街名字由来的瓦金·尼古拉耶维奇·波德别利斯基（Вади́м Никола́евич Подбе́льский）的半身塑像，但事实上波德别利斯基街站内从来没有这尊塑像。

## 历史
车站于1990年8月1日启用。车站总建筑师为妮娜·阿廖申娜（Нина Александровна Алёшина）和N.K.萨莫依洛娃（Н.К. Самойлова），总设计师为A.克里文柯（А. Кривенко）、N.列维娜（Н. Левина）和T.A.扎洛娃（Т.А. Жарова）。
车站规划时曾被称作“东北站”（Северо-Восточная），与索科利尼基线另一头的西南站相呼应。1992年，作为车站站名来源的波德别利斯基街更名为伊万捷耶夫卡街（Иванте́евская у́лица）。受路名变更影响，该站在1992年曾有计划更名为伊万捷耶夫卡站，但后来计划流产。但该站附近还有6条波德别利斯基路（Проезды Подбельского；分别为第一、第三至第七波德别利斯基路），因而该站名也并非完全失去其地理意义。2014年7月8日莫斯科市長謝爾蓋·索比亞寧宣布波德别利斯基街站改名為罗科索夫斯基林荫路站以紀念陸軍元帅康斯坦丁·罗科索夫斯基，而「陸軍元帅罗科索夫斯基林荫路」（бурварь Маршала Рокоссовского）與本站出入口最少有550米距離。

## 未来发展
根据目前规划，波德别利斯基街站和切尔基佐沃站将会从索科利尼基线上拆解，并入大环线。而索科利尼基线目前切尔基佐沃站到波德别利斯基街站这段也会被切尔基佐沃-2站到东方站所取代，可与阿尔巴特－帡幪线线换乘。
波德别利斯基街站将于莫斯科小環市鐵路计划中的开放公路站实现换乘。

## 图片

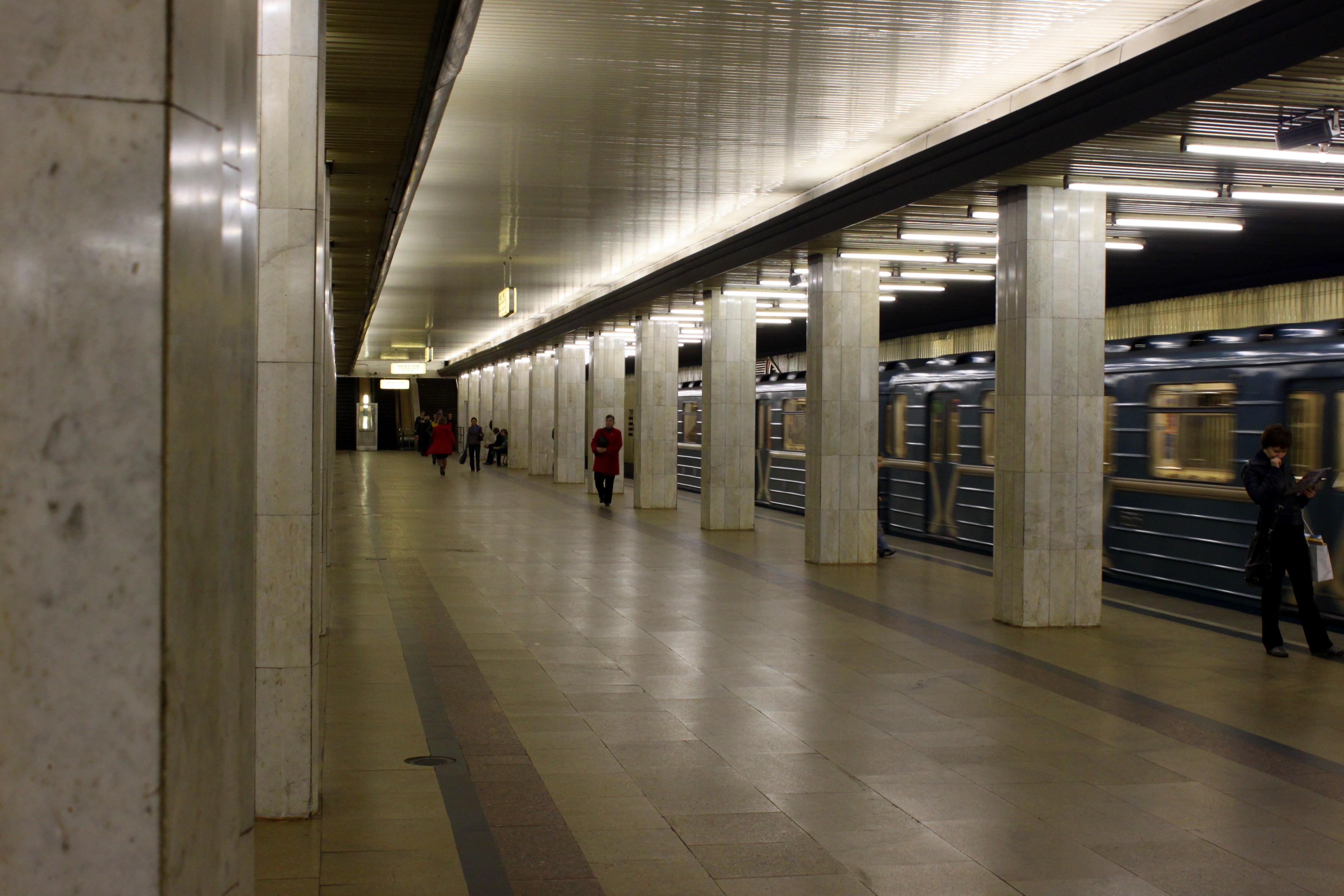
列车进站，摄于2009年9月19日
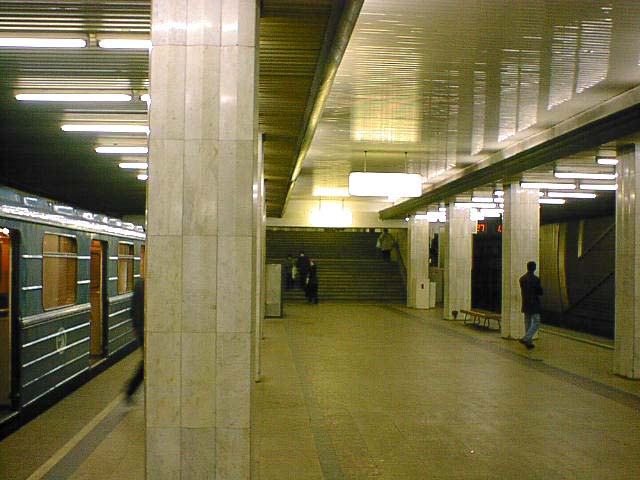
站台一角，摄于2000年3月11日
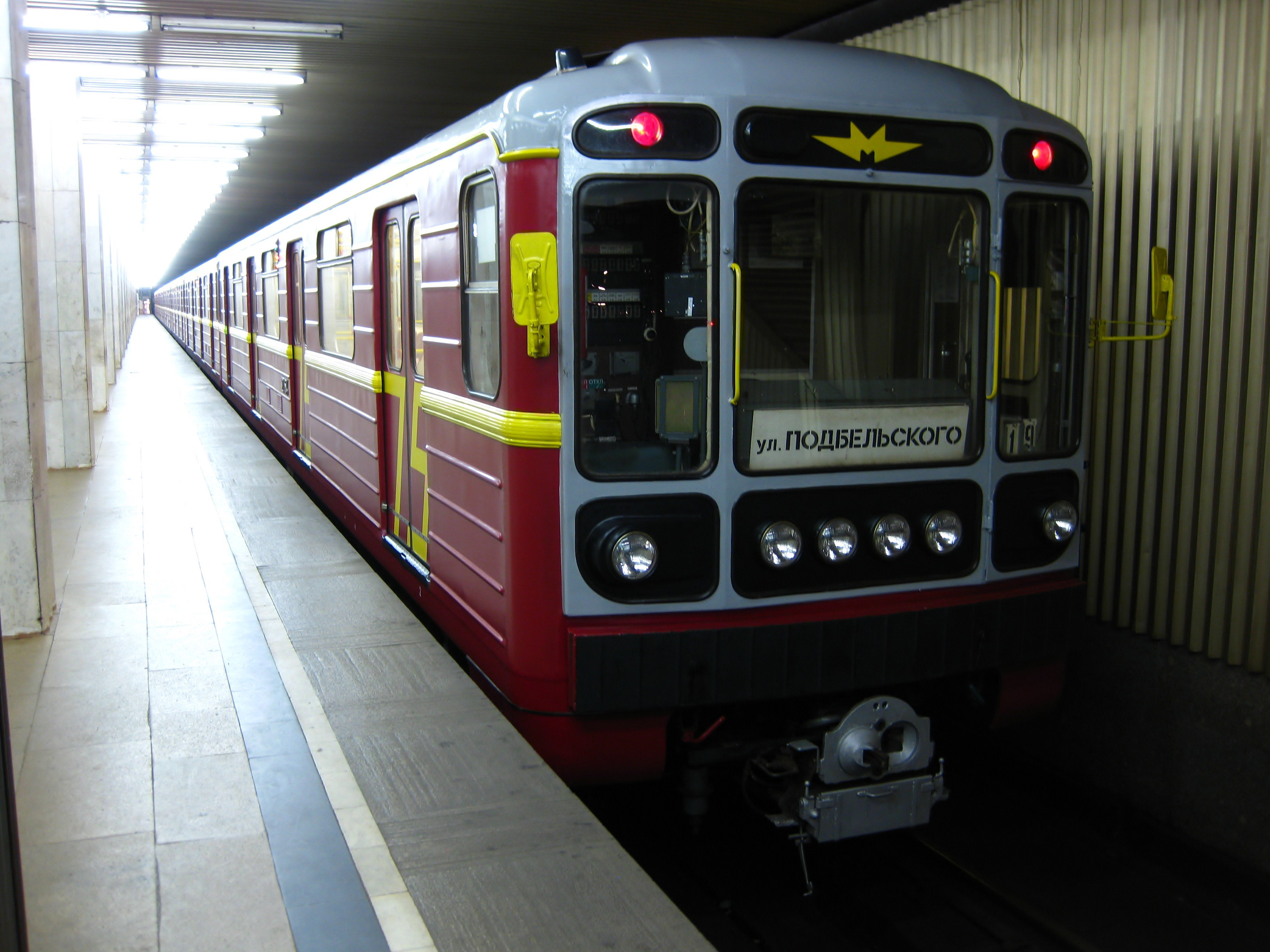
站台上的“红箭”列车，摄于2009年10月20日